# 章世純
章世純（約1575年—約1644年），字大力，臨川（今江西豐城市）人，師從羅尚忠，明朝柳州知府，著有《章柳州集》四卷、《治平要略》、《章大力先生全稿》一卷、《留書》十卷。

## 生平
天啟元年（1621年），章世純鄉試中舉，被任命為翰林院孔目。
明熹宗聽聞章世純之才，下達特旨召見。但章世純推辭沒有前往，章世純上疏建言現今皇家禁軍駐紮在邊疆地區及召募客兵的弊端，認為不如加重州郡的權力，派遣得力將士，加強演練、自籌糧餉，鞏固邊防，敵軍可除。
章世純與艾南英、羅萬藻、陳際泰等人倡導唐宋文風，文學主張上與張溥的復社、陳子龍的幾社對立，反對王世貞、李攀龍等人前後七子的「文必秦漢，詩必盛唐」，結成 “豫章社” （李長庚擔任任江西布政時，他的兒子李春潮召集十三郡文士等一起創立豫章社，以南昌萬時華為首），世人稱章、羅、陳、艾。並稱為「臨川四才子」、「豫章四子」，一起致力於八股文的改革，提倡「以古文為時文」奉《史記》為典範。
章世純歷任天長縣教諭、國子監學正等職，崇禎年間，擔任柳州知府，崇禎十七年（1644年），大順軍攻克北京，章世純聽聞消息後悲憤成疾，在柳州因抑鬱而去世。

## 軼聞
焦循《易餘籥錄》引用歸有光和章世純說法抨擊八股文弊端。
簡錦松《論明代文學思潮中的學古與求真》，引述趙貞吉《六經堂記》、黃宗義《天嶽禪師詩集序》、萬時華《詩經偶自引》、章世純《半航齋稿序》、張弼《送參政盛公(輪)以端之江西序》、劉夏《尊聞閣記》，來說明科學制度下經學荒疏、士子「淺學」的弊病。
傅斯年圖書館藏有呂留良所評選的《陳大士先生稿》、《章大力先生稿》、《羅文止先生稿》、《十二科程墨觀略》等，皆為康熙天蓋樓刊本，亦皆為結合評點的八股文選本。

## 評價
- 《四書留書》：世純與艾南英、羅萬藻、陳際泰號「臨川四家」，悉以製義名一時，而世純運思尤銳。其詁釋《四書》，往往於文字之外標舉精義，發前人所未發。不規規於訓詁，而亦未嘗如講良知者至於滉漾以自恣。揚雄所謂「好深湛之思」者，世純有焉。[9]